# Філльнахерн
Філльнахерн (нім. Villnachern) — громада  в Швейцарії в кантоні Ааргау, округ Бругг.

## Географія
Громада розташована на відстані близько 80 км на північний схід від Берна, 13 км на північний схід від Аарау.
Філльнахерн має площу 5,8 км², з яких на 12,7% дозволяється будівництво (житлове та будівництво доріг), 29,4% використовуються в сільськогосподарських цілях, 50,2% зайнято лісами, 7,7% не є продуктивними (річки, льодовики або гори).

## Демографія
2019 року в громаді мешкало 1653 особи (+10,3% порівняно з 2010 роком), іноземців було 16,3%. Густота населення становила 287 осіб/км².
За віковим діапазоном населення розподілялося таким чином: 22,5% — особи молодші 20 років, 57% — особи у віці 20—64 років, 20,4% — особи у віці 65 років та старші. Було 664 помешкань (у середньому 2,5 особи в помешканні).
Із загальної кількості 273 працюючих 34 було зайнятих в первинному секторі, 106 — в обробній промисловості, 133 — в галузі послуг.